# Sanguisorba minor
La pimpinela menor, algáfita, hierba ge o hierba del cuchillo (Sanguisorba minor Scop. 1771) es una especie de planta bienal, comestible, perteneciente a la familia de las rosáceas.

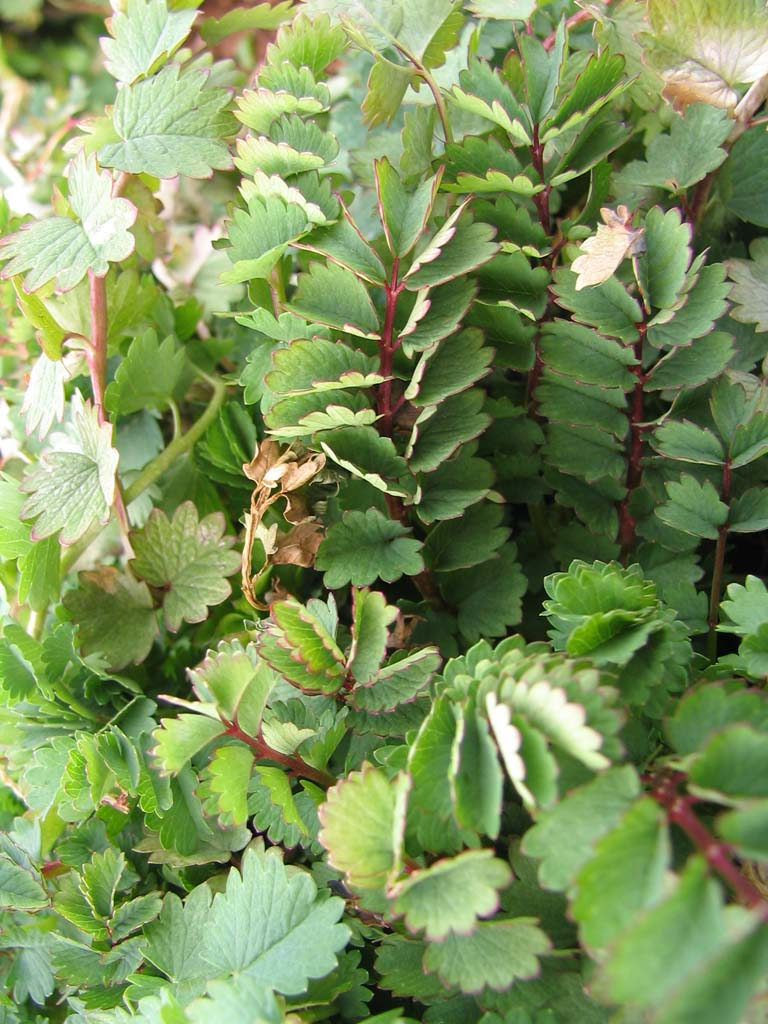
Detalle de las hojas

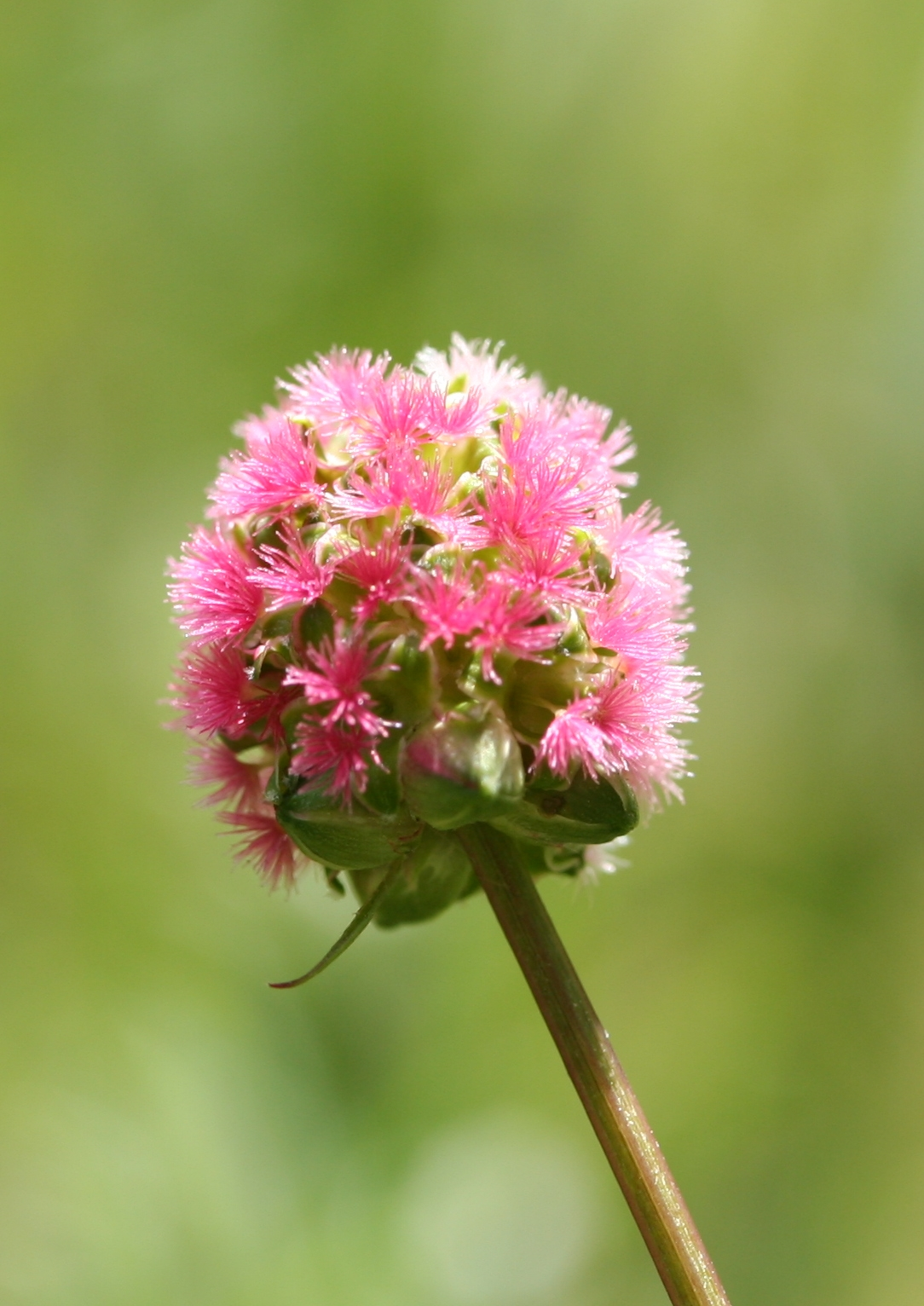
inflorescencia

## Descripción
Es una planta bienal de uno a cuatro palmos de altura, con hojas compuestas de cuatro a doce pares de folíolos redondeados a elípticos dentados de tamaño similar; hojas basales en roseta, muy típica de la familia. Las flores se suelen apiñar en el extremo del tallo de color verde a menudo teñidas de morado o rojo dispuestas en una cabezuela ; las de la parte superior de la planta son femeninas y las de la base son masculinas. El fruto de esta planta es diminuto y seco, algo leñoso, reticulado o irregularmente crestado. Especie variable. Florece de mayo a septiembre. Habita en prados de secano en toda Europa.

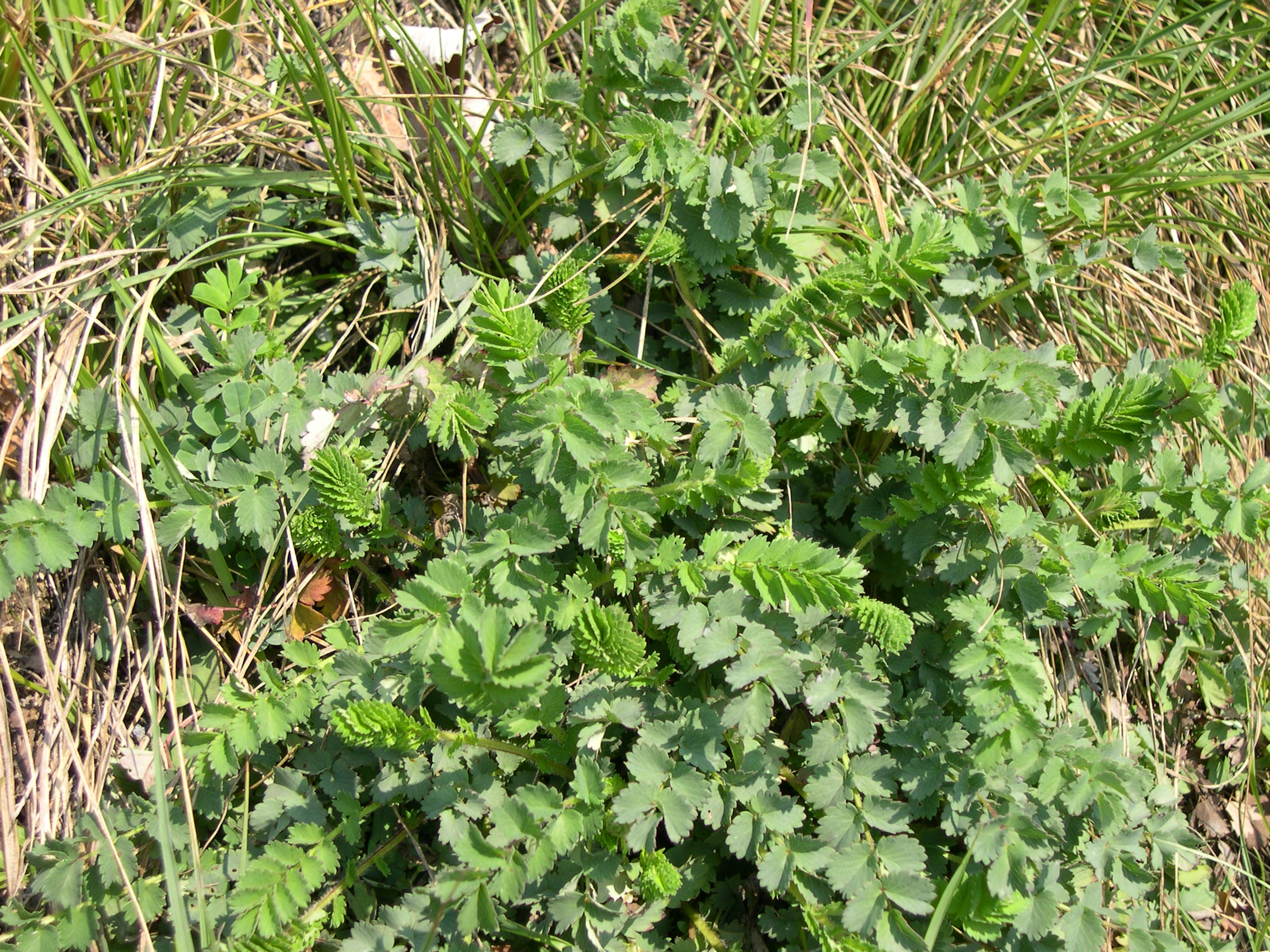
Hojas basales.

## Distribución
Se trata de una planta muy extendida en todo el mundo, la podemos encontrar en el oeste, el centro y el sur de Europa, al noreste de África y el sudoeste asiático. 

## Hábitat
Su hábitat principal es en los bordes de caminos y yermos; en suelos pedregosos, en medio de malezas, en ambientes abiertos e insolados, también en terrenos paleozoicos.  No se trata de una planta muy exigente en cuanto a necesidades básicas.  Florece entre el mes de mayo y el mes de agosto principalmente. 

## Empleo
Esta planta forma parte de uno de los siete ingredientes originales de la salsa verde de Frankfurt.
Se utiliza como un ingrediente en ensaladas y aderezos, ya que tiene un sabor descrito como de "pepino" y se considera intercambiable con hojas de menta en algunas recetas, dependiendo del efecto deseado. Por lo general, se usan las hojas más jóvenes, ya que tienden a ser amargas a medida que envejecen.
Tiene las mismas cualidades medicinales que la pimpinela medicinal ( Sanguisorba officinalis ). Fue usado como un té para aliviar la diarrea en el pasado.
También tiene una historia respetable, llamada la hierba preferida por Francis Bacon, y fue traída al Nuevo Mundo con los primeros colonos ingleses, incluso consiguió una mención especial de Thomas Jefferson.

### Medicinal
Si se hace en infusión las raíces de esta planta, dejándose hervir durante un cuarto de hora, puede hacerse gargarismos para aliviar la irritación de la garganta. Este mismo caldo puede verterse sobre las heridas para acelerar su cicatrización. También puede aplicarse la planta machacada en forma de emplasto.  
Tiene usos tradicionales, en casos de:
Diarrea aguda: tratamiento de la diarrea aguda de origen bacteriano o no. Afecciones bucofaríngeas como: estomatitis o faringitis. En forma de gargarismos.  Afecciones dérmicas como dermatitis, dermatitis seborreica, lesiones cutáneas, úlcera cutánea o psoriasis.

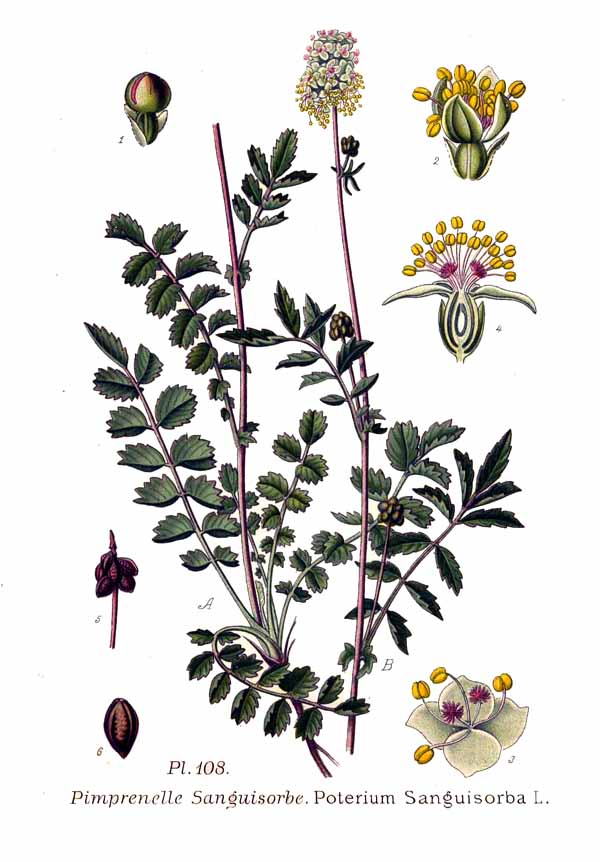
Ilustración

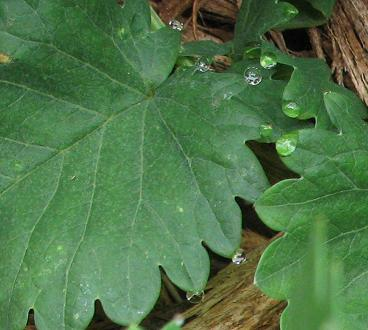
Detalle de la hoja

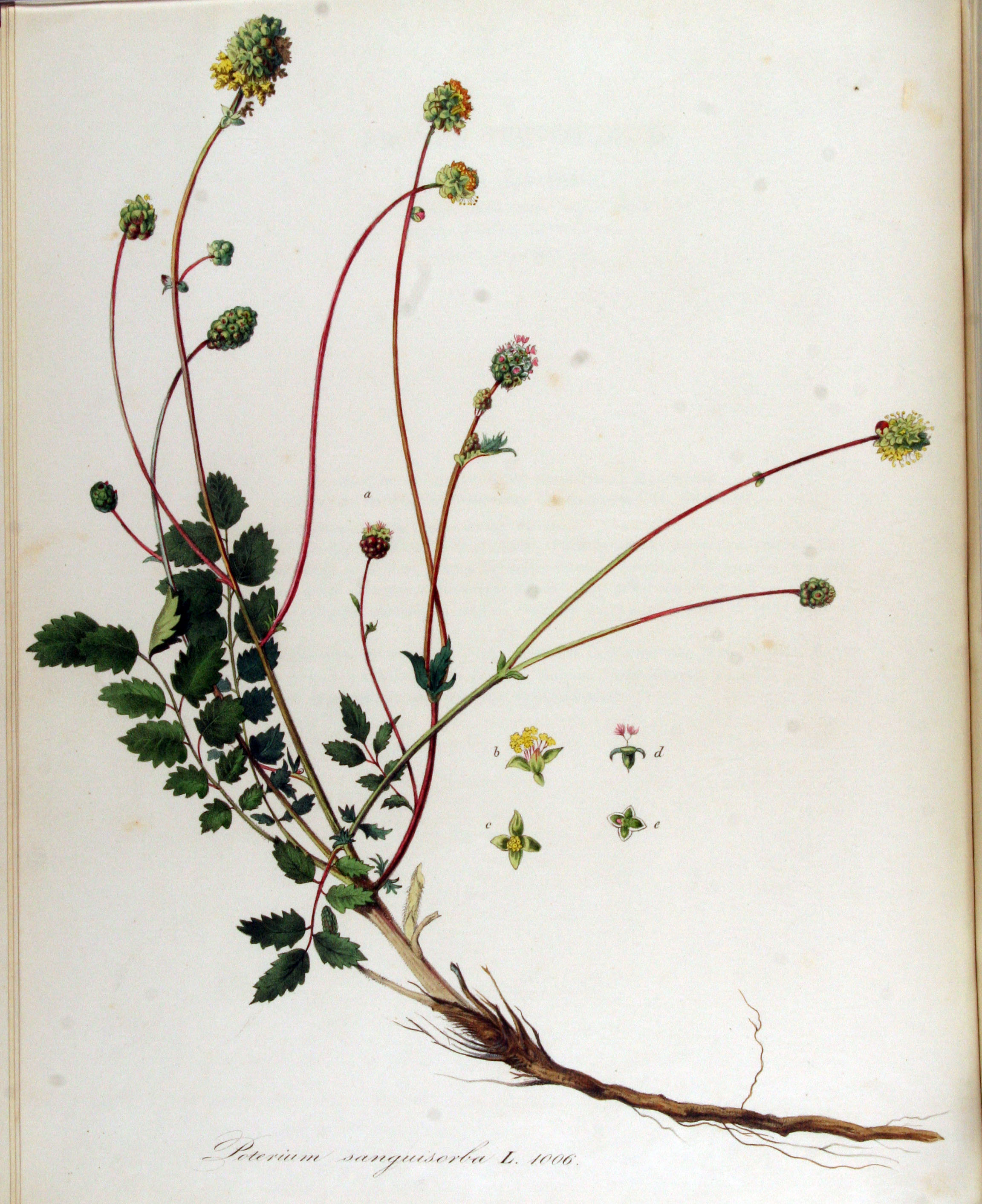
Ilustración

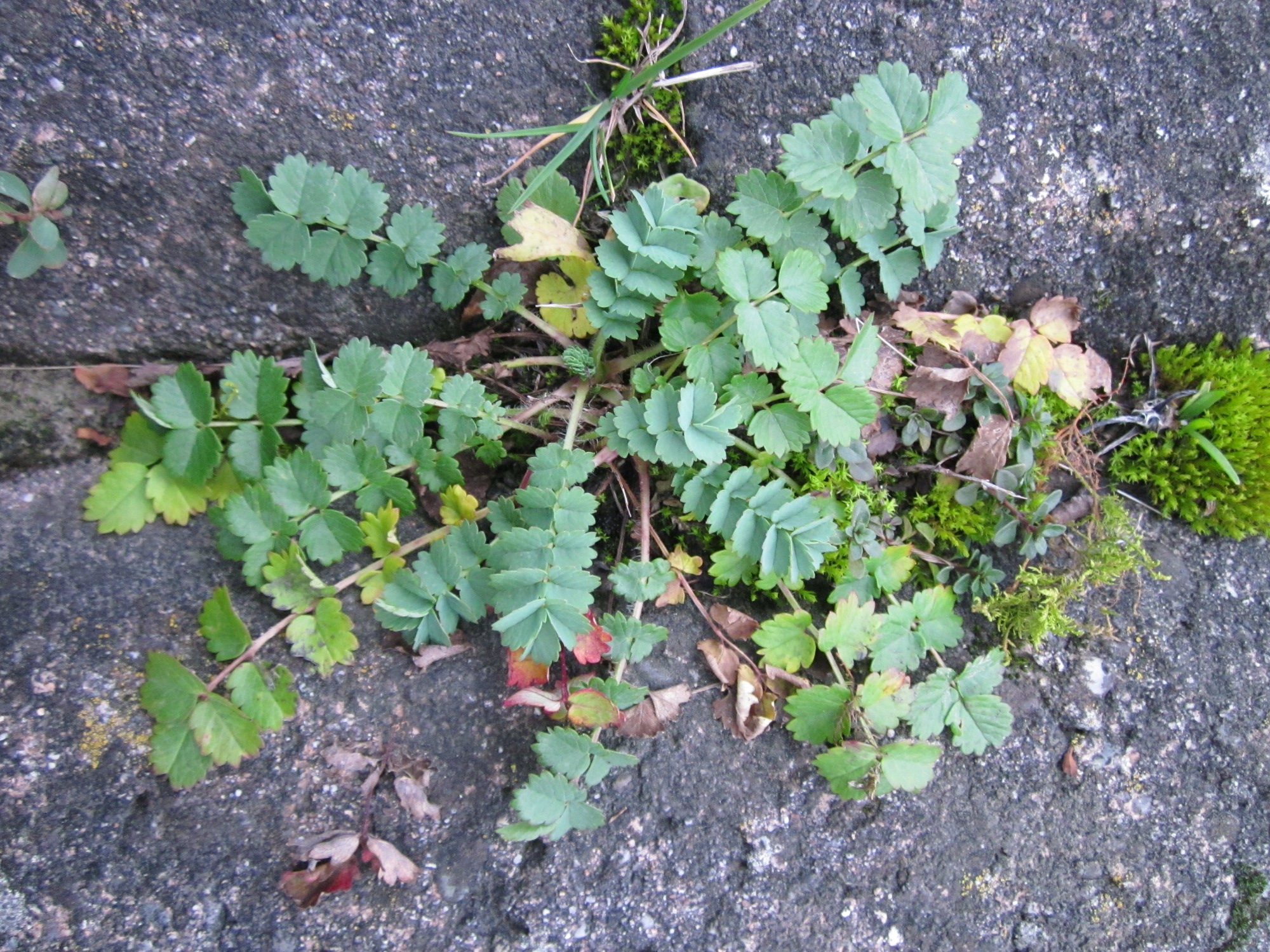
Vista de la planta

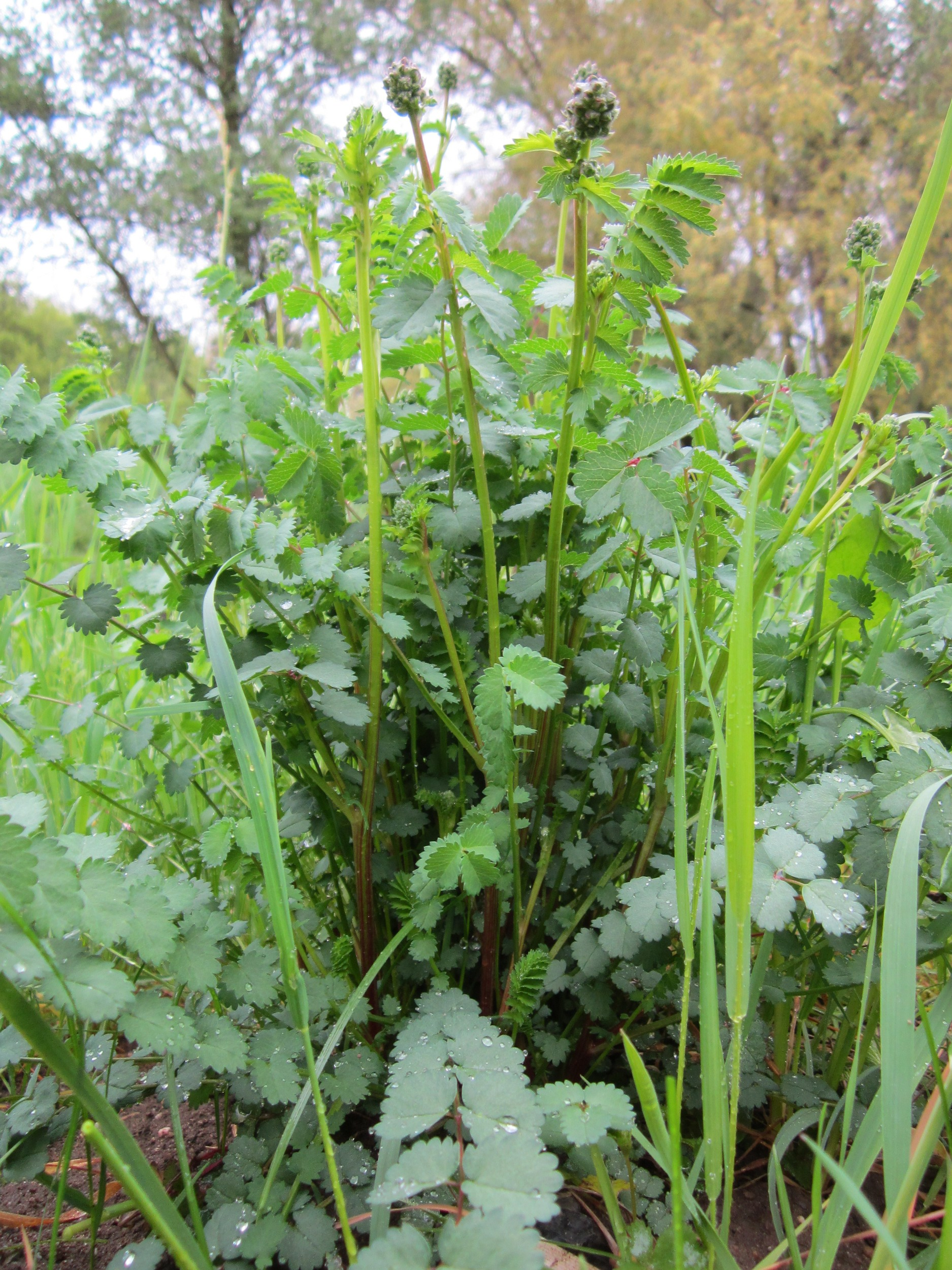
En su hábitat

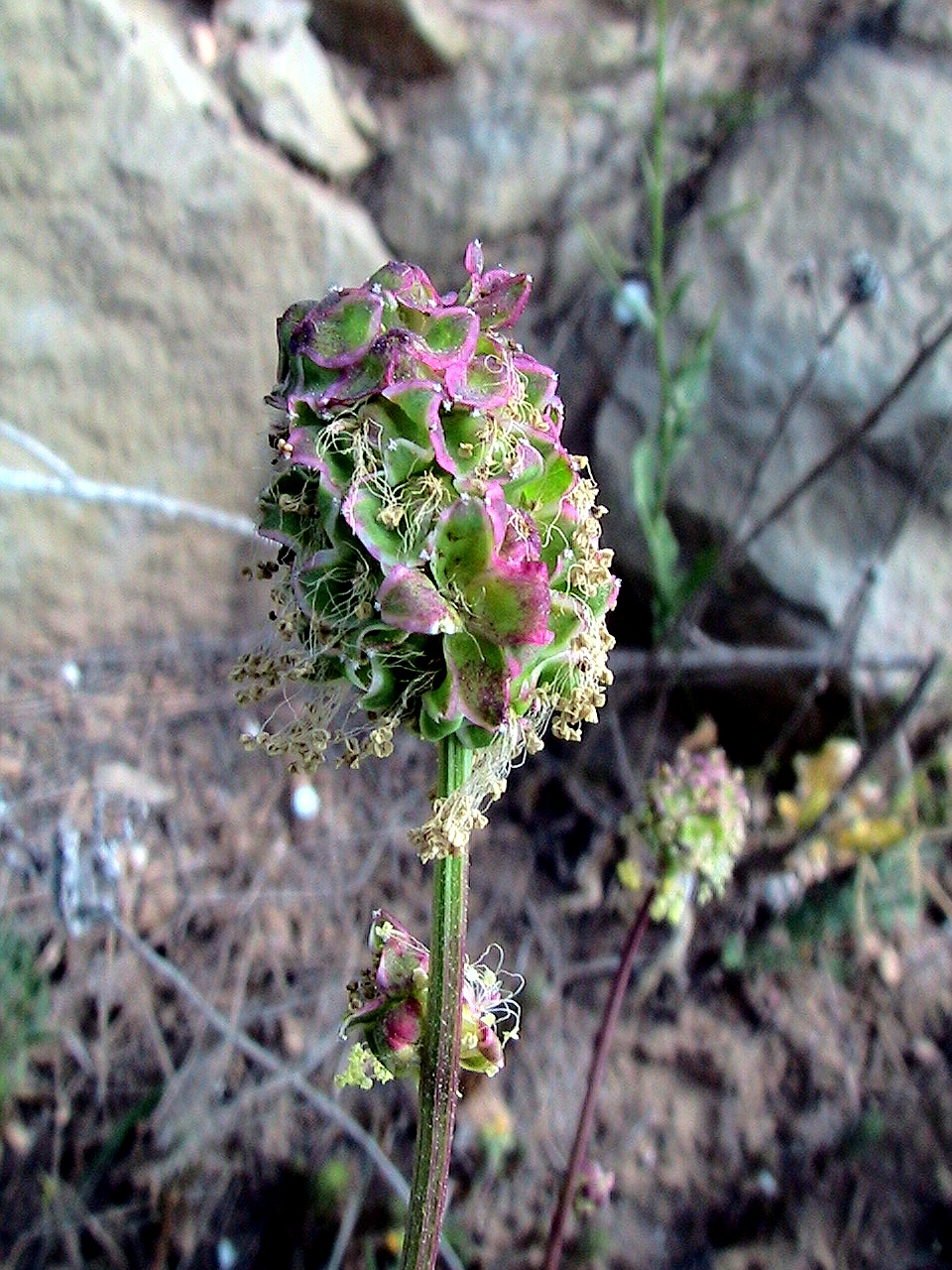
En su hábitat

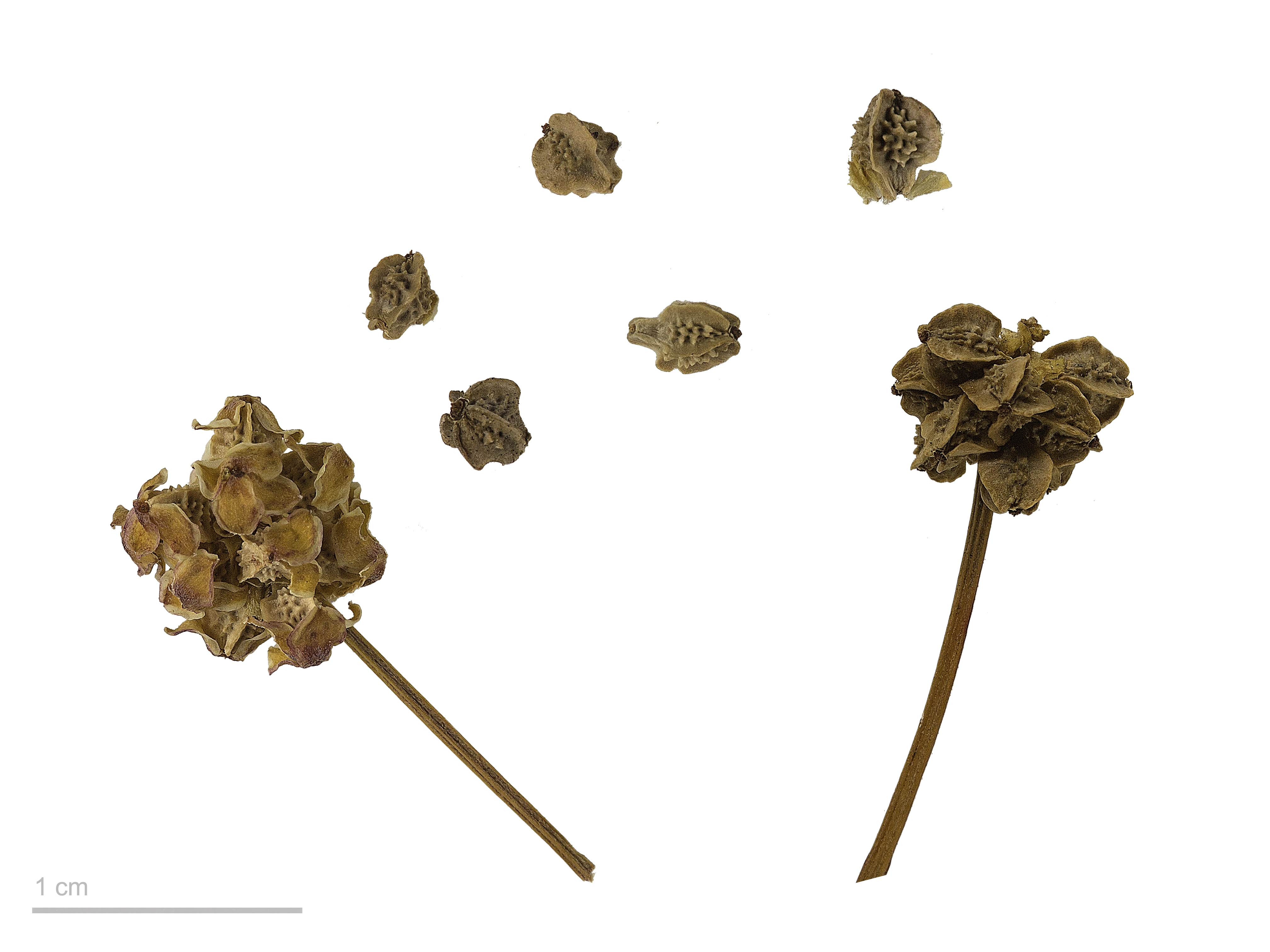
Sanguisorba minor

## Taxonomía
Sanguisorba minor fue descrita por Giovanni Antonio Scopoli y publicado en Flora Carniolica, Editio Secunda 1: 110, en el año 1771.
Etimología
El nombre Sanguisorba deriva, probablemente, de la palabra latina sanguis refiriéndose a la capacidad de esta planta para frenar la hemorragia.  El nombre específico minor se ha utilizado probablemente para diferenciarla de la especie Sanguisorba officinalis, que es de mayor tamaño que la Sanguisorba minor.
Sinonimia
- Pimpinella minor Lam.
- Pimpinella sanguisorba (L.) Gaertn.
- Poterium alveolatum Spach ex Pomel
- Poterium alveolosum Spach
- Poterium balearicum Bourg.
- Poterium balearicum (Bourg. ex Nyman) Bourg. ex Porta
- Poterium ceretanum Sennen
- Poterium collinum Salisb.
- Poterium delortii Jord.
- Poterium dictyocarpum var. delortii (Jord.) Nyman
- Poterium dictyocarpum var. glaucescens (Rchb.) Nyman
- Poterium dictyocarpum var. glaucum Spach
- Poterium dictyocarpum var. guestphalicum (Boenn. ex Rchb.) Nyman
- Poterium dictyocarpum var. obscurum (Jord.) Nyman
- Poterium dictyocarpum var. virescens Spach
- Poterium dictyocarpum Spach
- Poterium glaucescens var. guestphalicum Boenn. ex Rchb.
- Poterium glaucescens Rchb.
- Poterium gracile Pau
- Poterium guestphalicum (Boenn. ex Rchb.) Boenn. ex Boreau
- Poterium mauritanicum sensu Willk. in Willk. & Lange@@
- Poterium minus Gray
- Poterium muricatum var. platylophum Spach
- Poterium muricatum var. stenolophum Spach
- Poterium muricatum Spach
- Poterium obscurum Jord.
- Poterium platylophum Spach ex Jord.
- Poterium polygamum var. platylophum Spach ex Grütter
- Poterium polygamum Waldst. & Kit.
- Poterium pyrenaicum Sennen
- Poterium sanguisorba f. dictyocarpum Spach ex Fiori in Fiori & Paol.
- Poterium sanguisorba f. glaucescens (Rchb.) Fiori in Fiori & Paol.
- Poterium sanguisorba f. muricatum (Spach ex Bonnier & Layens) Fiori in Fiori & Paol.
- Poterium sanguisorba raza obscurum (Jord.) Bonnier
- Poterium sanguisorba subsp. dictyocarpum Spach ex Rouy & E.G.Camus
- Poterium sanguisorba subsp. glaucescens (Rchb.) Bonnier
- Poterium sanguisorba subsp. muricatum Spach ex Bonnier & Layens
- Poterium sanguisorba subsp. obscurum (Jord.) Rouy & E.G. Camus
- Poterium sanguisorba subsp. polygamum (Waldst. & Kit.) Asch. & Graebn.
- Poterium sanguisorba var. delortii (Jord.) Rouy & E.G. Camus
- Poterium sanguisorba var. dictyocarpum Spach ex Coss. & Germ.
- Poterium sanguisorba var. glaucescens (Rchb.) Lej. & Courtois
- Poterium sanguisorba var. glaucum Spach ex Arcang.
- Poterium sanguisorba var. guestphalicum (Boenn. ex Rchb.) Peterm.
- Poterium sanguisorba var. muricatum Spach ex Coss. & Germ.
- Poterium sanguisorba var. platylophum Spach ex Rouy & E.G. Camus
- Poterium sanguisorba var. polygamum (Waldst. & Kit.) Vis.
- Poterium sanguisorba var. stenolophum (Spach) Rouy & E.G. Camus
- Poterium sanguisorba var. virescens (Spach) Arcang.
- Poterium sanguisorba L.
- Poterium spachianum subsp. balearicum Bourg. ex Nyman
- Poterium stenolophum (Spach) Jord.
- Poterium vulgare Hill ex Cuatrec.
- Sanguisorba alveolosa (Spach) A.Braun & C.D. Bouché
- Sanguisorba dictyocarpa raza guestphalica (Boenn. ex Rchb.) T.Durand & Pittier
- Sanguisorba dictyocarpa Spach ex T. Durand & Pittier
- Sanguisorba glaucescens (Rchb.) Ces.
- Sanguisorba guestphalica (Boenn. ex Rchb.) T. Durand & Pittier
- Sanguisorba muricata var. platylopha Spach ex Asch. & Graebn. in A.Câmara & al.
- Sanguisorba muricata Spach ex Gremli
- Sanguisorba pimpinella Spenn.
- Sanguisorba platylopha Spach ex Hausskn.
- Sanguisorba polygama (Waldst. & Kit.) Ces.
- Sanguisorba poterium Weber in F.H.Wigg.
- Sanguisorba sanguisorba subsp. muricata (Spach ex Bonnier & Layens) Asch. & Graebn.
- Sanguisorba sanguisorba var. delortii (Jord.) Asch. & Graebn.
- Sanguisorba sanguisorba var. glaucescens (Rchb.) Asch. & Graebn.
- Sanguisorba sanguisorba var. obscura (Jord.) Asch. & Graebn.
- Sanguisorba sanguisorba var. platylopha Spach ex Asch. & Graebn.
- Sanguisorba sanguisorba var. stenolopha (Spach) Asch. & Graebn.
- Sanguisorba sanguisorba var. virescens (Spach) Asch. & Graebn.
- Sanguisorba sanguisorba Britton
- Sanguisorba stenolopha (Spach) Hausskn.
- Sanguisorba vulgaris var. glaucescens (Rchb.) Samp.
- Sanguisorba vulgaris Hill ex Pau[2]

## Nombres comunes
- Castellano: árnica, árnica fina, balsamina, doradilla, enciam de cavaller, ensalada italiana, escalerilla, gitanilla, herba balonera, hierba de la enjaretadura, hierba de la gangrena, hierba de la garganta, hierba de la rumia, hierba del cuchillo, hierba del cuclillo, hierba de los porrazos, hierba del riñón, hierba escalerilla, hierba ge, hierba mora, perifolio, perifollo, pimpinela, pimpinela frutera menor, pimpinela fruticosa mayor, pimpinela gigante, pimpinela menor, pimpinela silvestre, pimpinella menor, pompones, rompepiedras, ruda fina, sanguinaria, sanguisorba, sanguisorba menor, yerba de la cuchilla, yerba de la enjaretadura, yerba de los porrazos.[3]